# Stanislav Rostotskij
Stanislav Rostotskij (russisk: Станислав Иосифович Ростоцкий) (født 21. april 1922 i Rybinsk i det Russiske SFSR, død 10. august 2001 i Vyborg i Rusland) var en sovjetisk filminstruktør og manuskriptforfatter.

## Filmografi
- Delo bylo v Penkove (Дело было в Пенькове, 1957)[3][4]
- Majskije zvjozdy (Майские звезды, 1959)
- For alle de syv vinde (На семи ветрах, 1962)
- Geroj nasjego vremeni (Герой нашего времени, 1966)
- Dozjivjom do ponedelnika (Доживём до понедельника, 1968)
- A zori zdes tikhije (А зори здесь тихие, 1972)
- Belyj Bim Tjornoje ukho (Белый Бим Чёрное ухо, 1977)
- Eskadron gusar letutjikh (Эскадрон гусар летучих, 1980)
- I na kamnjakh rastut derevja (И на камнях растут деревья, 1985)
- Iz zjizni Fjodora Kuzkina (Из жизни Фёдора Кузькина, 1989)